# Cathédrale de la Dormition de Kroutitsi
Cette  cathédrale n’est pas la seule cathédrale de la Dormition.
La cathédrale de la Dormition de Kroutitsi (en russe : Собор Успения Пресвятой Богородицы на Крутицах) est une église orthodoxe du raïon de Taganski à Moscou, sur le territoire de la résidence Kroutitsi. Elle fait partie de l'éparchie de Moscou.

## Histoire

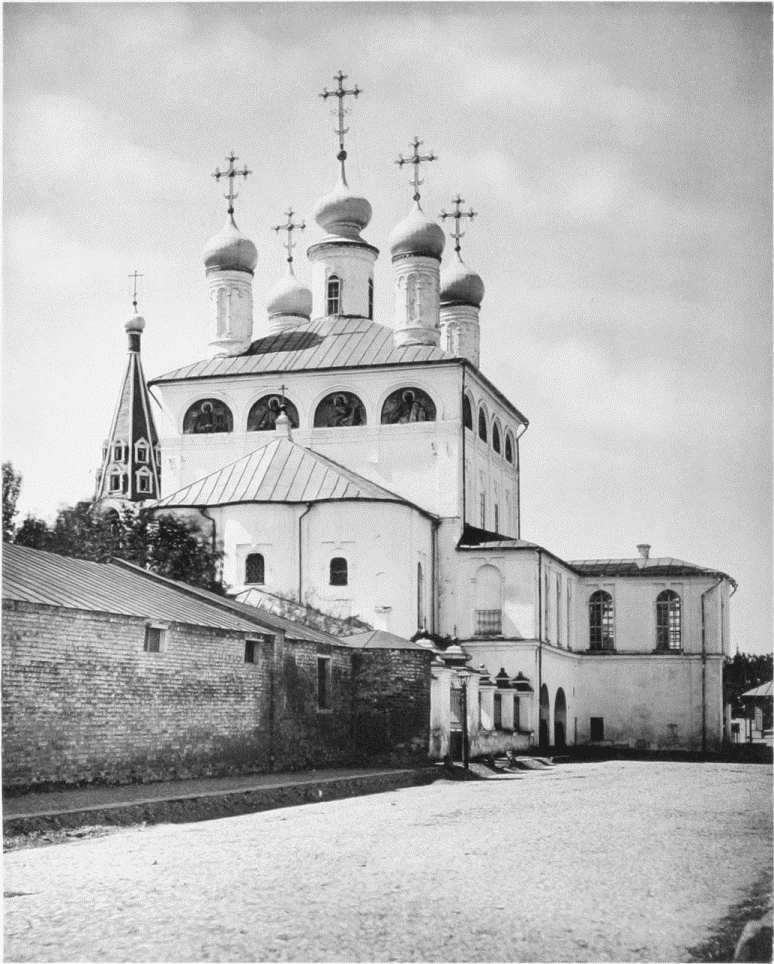
Cathédrale de la Dormition de Notre-Dame de Kroutitsi, 1882. (Photo de Nikolaï Naïdionov)

Quand, en 1454, au monastère de Kroutitsi s'installa l'évêque de Saraï il existait déjà une église en pierre au nom des apôtres Pierre et Paul. En 1516, cette église a été reconstruite et consacrée au nouveau nom de la Dormition de la Mère de Dieu : « Petite cathédrale de la Dormition de Kroutitsi » pour la différencier de la cathédrale de la Dormition de Moscou. En 1612, quand les Polonais ont pris le Kremlin de Moscou et sa cathédrale, c'est cette « Petite cathédrale de la Dormition de Kroutitsi » qui devenait en fait la cathédrale de l'orthodoxie de Moscou.
En 1665, débute la construction du nouvel édifice de la cathédrale avec deux autels dédiés à Pierre et Paul apôtres ; l'un dans la partie supérieure de l'édifice pour l'été et l'autre pour l'hiver dans la partie inférieure mais en l'honneur de la Dormition de la Vierge Marie. La construction est achevée en 1689, et consacrée en 1699. L'achèvement du trône de la partie supérieure n'a eu lieu qu'en 1700. Les Saintes Portes ou Teremok de Kroutitsi achevées en 1694 permettent grâce à une galerie qui les prolonge de passer de la résidence du métropolite à la Cathédrale, à l'abri des intempéries ou du soleil.  
Sous le métropolite Paul III, sont érigés les palais des métropolites de Kroutitsi. Le sous-sol de la cathédrale de la Dormition érigée de 1665 à 1689 devient la chambre de cérémonie, la salle de réception du métropolite. Quant à la chapelle Nikolski elle devient l'église personnelle des hiérarques de Kroutitsi.
En 1895 est ajoutée une chapelle au nom de Serge de Radonège.

### AuXXesiècle
En 1920, durant la période soviétique, la cathédrale a été fermée et la tombe des métropolites détruite. Le bâtiment a été transformé pour accueillir des dortoirs. Les peintures murales ont été recouvertes.
Des années 1960 à 1980, la cathédrale est utilisée comme lieu de travail de la Société russe de préservation des monuments historiques et culturels et, depuis 1990, comme filiale du musée historique Résidence de Kroutitsi.
En 1993, les offices religieux ont repris dans l'église du sous-sol (d'hiver).

## Architecture
La cathédrale est dépourvue de piliers et recouverte d'une voûte en arc-de-cloître et couronnée de cinq coupoles. Elle comprend un clocher surmonté d'un chatior garni de kokochniki. Un porche occidental, comprend deux ailes et des galeries latérales qui se prolongent jusqu'à la résidence du métropolite . Il a été construit en 1694 par L. Kovaliov sous la direction du Moscovite Osip Startsev (en). La hauteur est de 29 mètres. Tout est réalisé en briques rouges, même les coupoles en forme d'oignons.

## Galerie

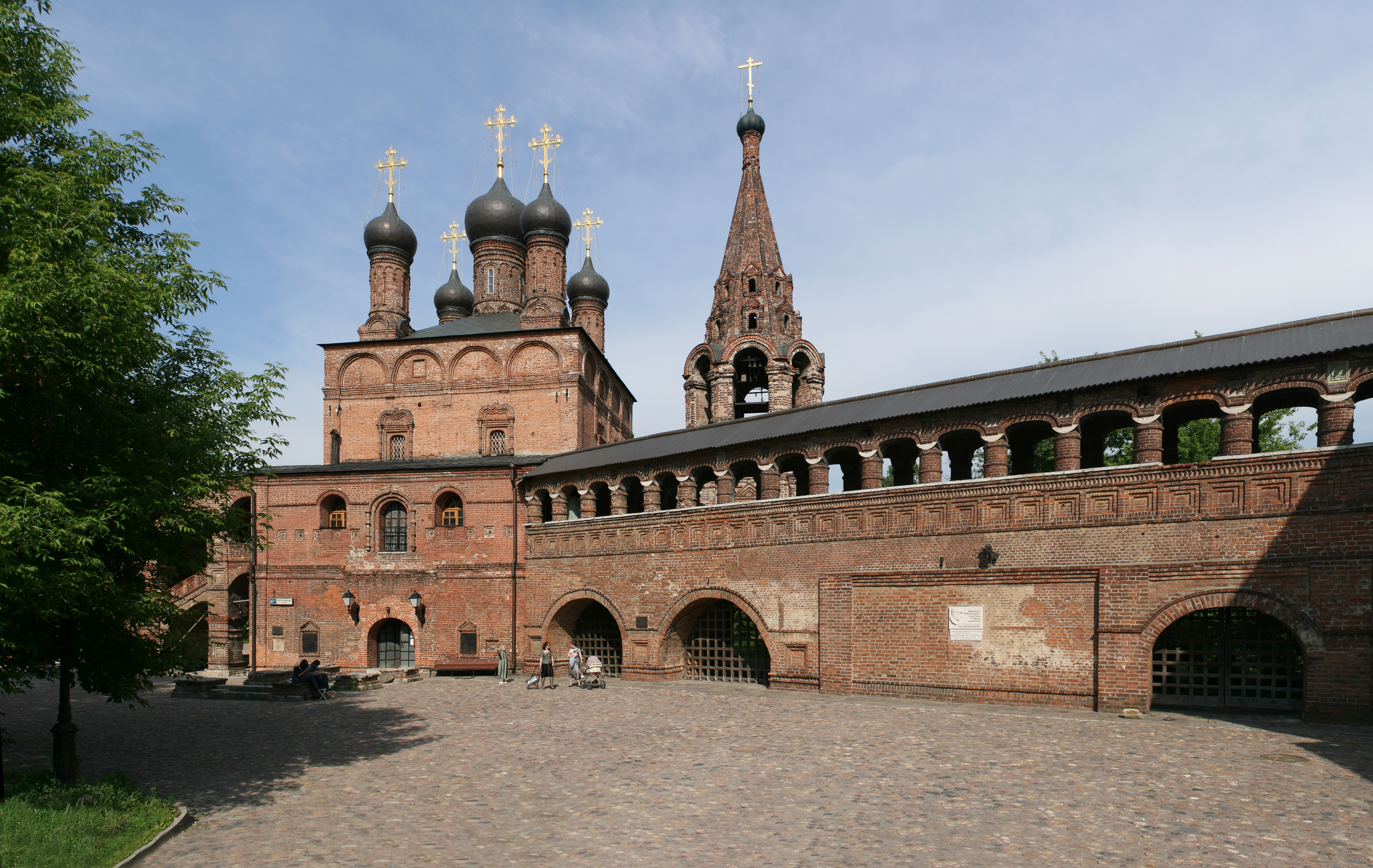
Galerie couverte (goulbichtché) entre la cathédrale et la résidence
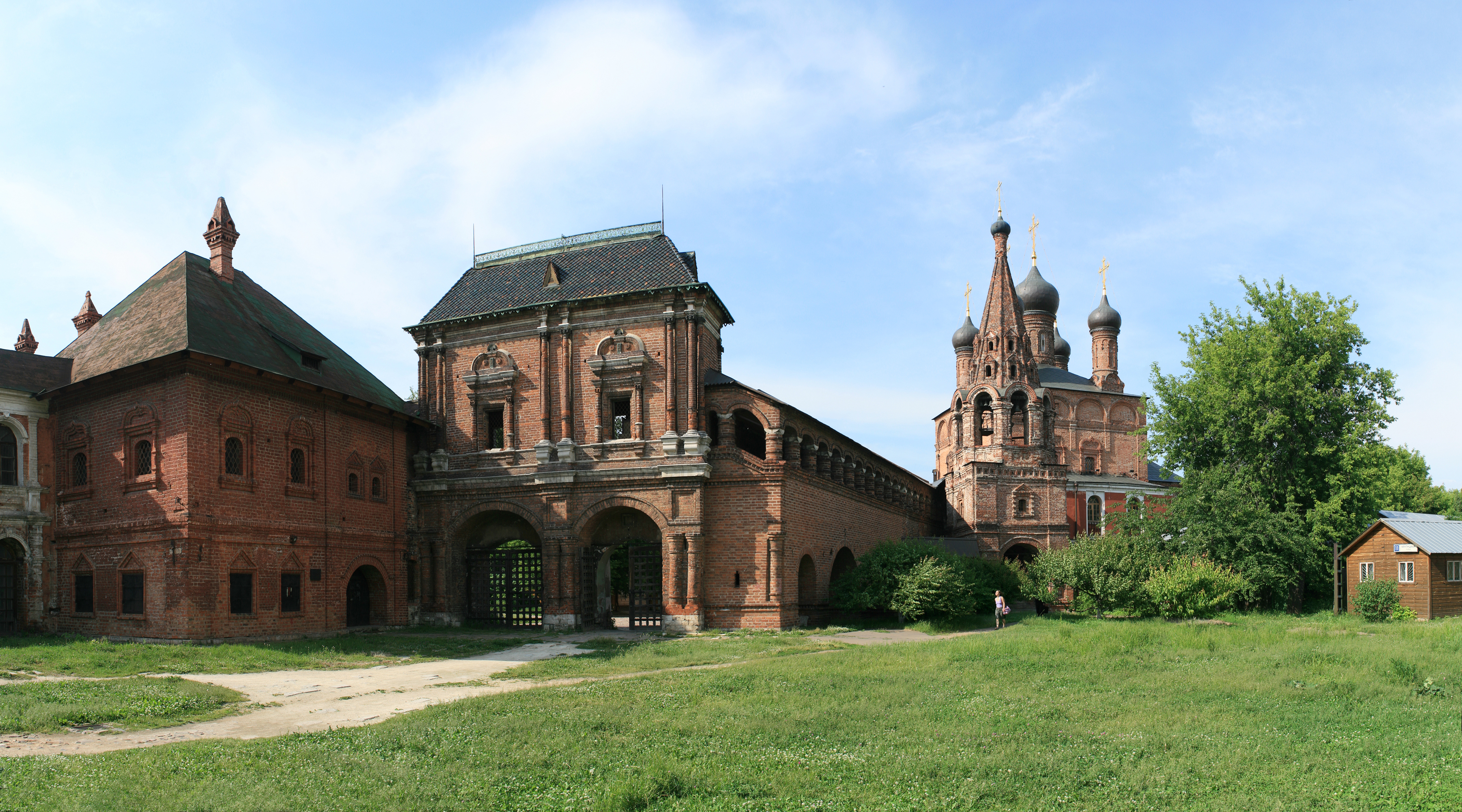
Teremok de Kroutitsi ou (Portes Saintes)
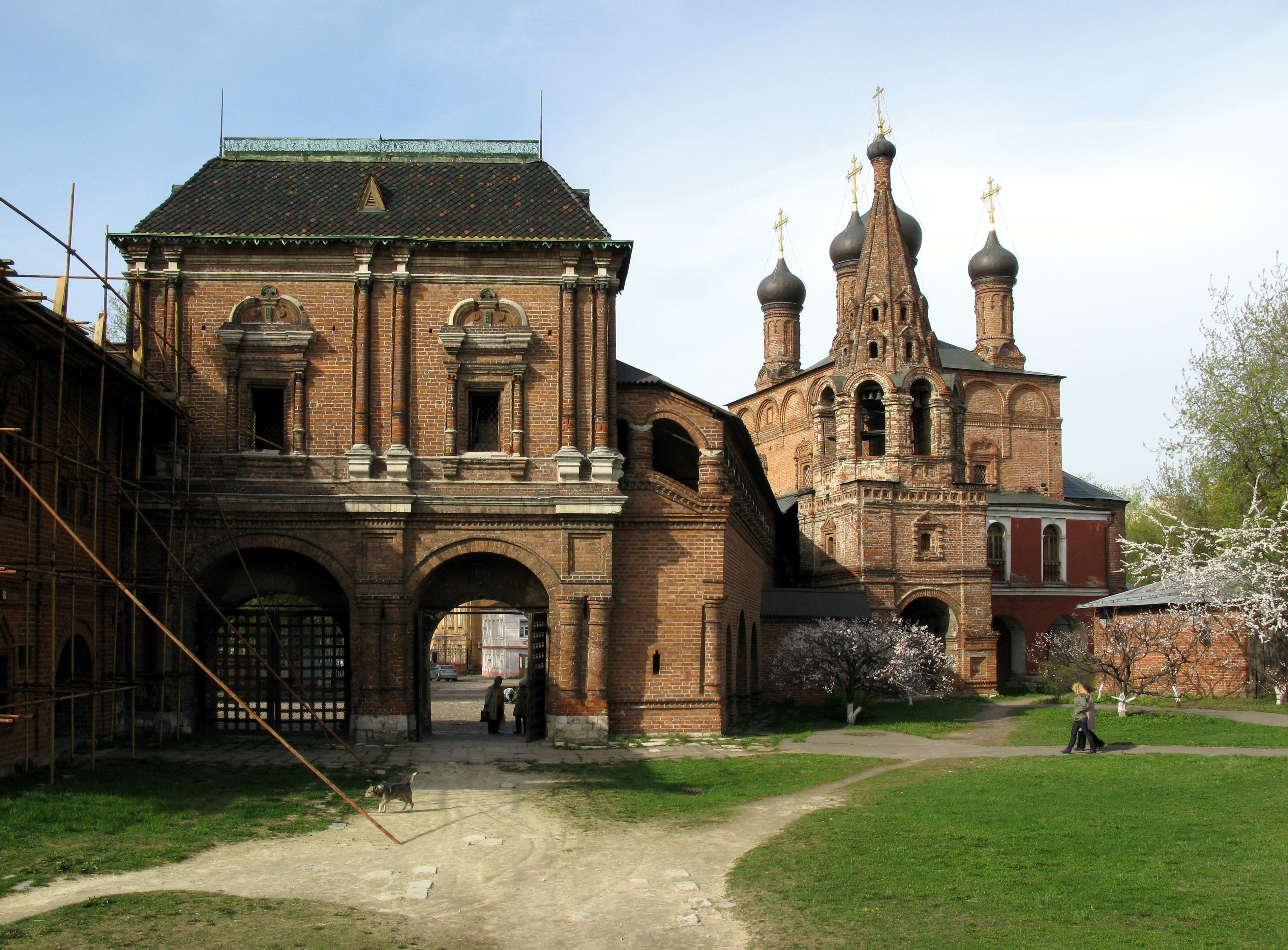
Porte Sainte
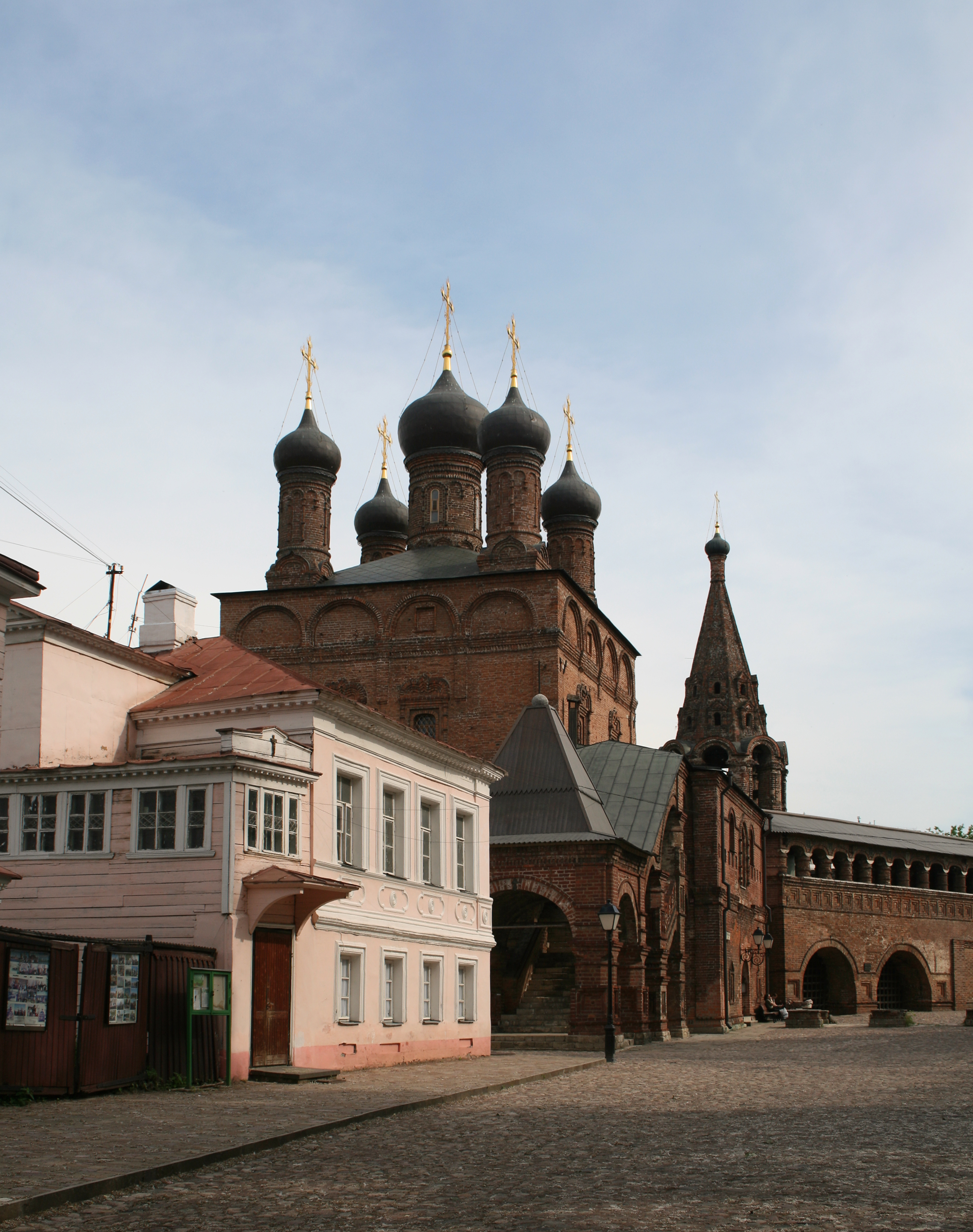
Cathédrale et résidence
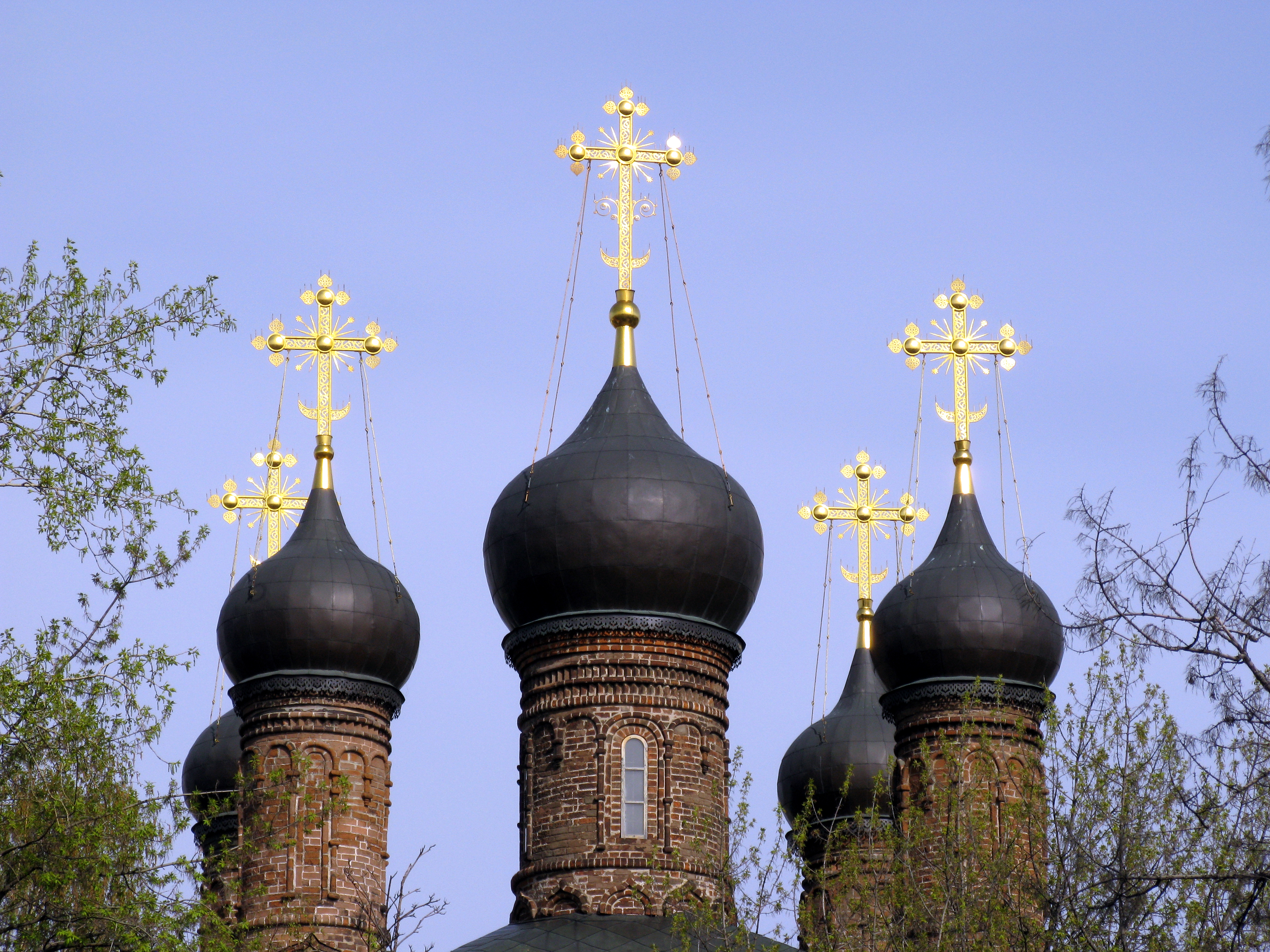
Bulbes en forme d'oignons